# Kötschach-Mauthen
Kötschach-Mauthen (en slovène : Koče-Muta) est une commune (Marktgemeinde) autrichienne située dans le district de Hermagor, en Carinthie.

## Géographie
La commune se trouve 34 km à l'ouest de Hermagor, à la sortie de la haute vallée de la Gail (Gailtal) vers la vallée de la Lesach (Lesachtal). En tant que point nodal du trafic au pied du col du Monte Croce Carnico (Plöckenpass) dans les Alpes carniques, Kötschach-Mauthen est voisin de la région italienne de Carnie au sein du Frioul-Vénétie Julienne au sud.

## Histoire
Des fouilles ont révélé l'existence d'habitats des Vénètes datant du deuxième siècle avant J.-C. Sous l'autorité romaine, une colonie est fondée sur le bord de la route vers le col du Monte Croce : elle est possiblement nommée Loncium. Le nom de Mauthen, mentionné pour la première fois en 1276, remonte à Maut (« péage ») et désigne un poste douanier.
Partie intégrante du duché de Carinthie, la région fut dominée par une activité minière désormais passée. Pendant la Première Guerre mondiale, elle était un lieu d'étape de l'armée austro-hongroise pour le front alpin ;  un musée dans la mairie documente l'histoire des batailles sanglantes.

## Population
Selon le recensement de 2001, Kötschach-Mauthen a 3.613 habitants. 95 % ont la nationalité autrichienne, 1,2 % sont allemand et 0,9 % ont la nationalité turque. 89,1 % des habitants sont catholiques, 6,6 % protestants et 1,3 % sont musulmans.

## Monuments

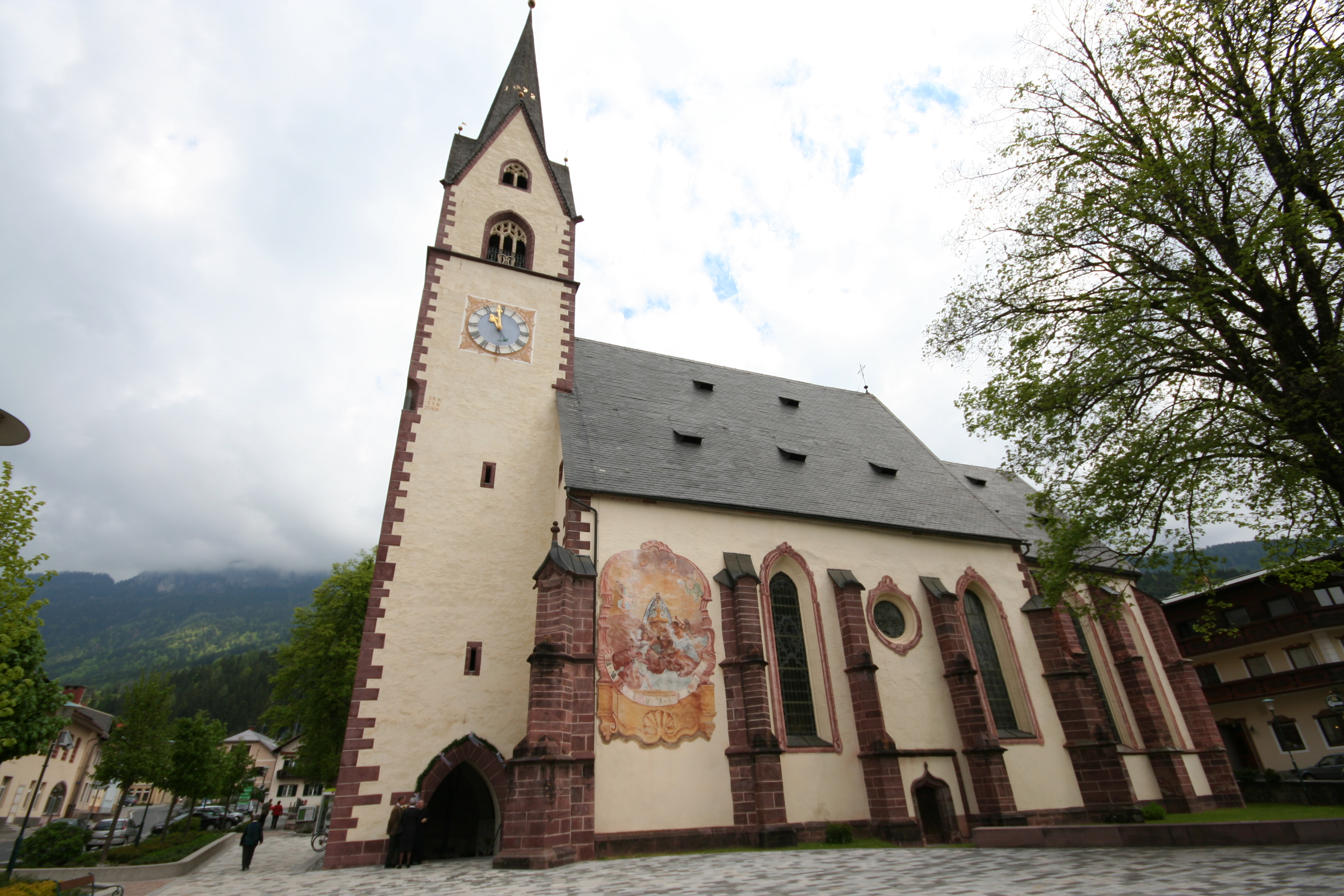
Notre Dame de Kötschach.

L'église paroissiale Unsere Liebe Frau (Notre Dame) à Kötschach, dite Gailtaler Dom, fut reconstruite par Bartimä Firtaler (1480–1535) entre 1518 et 1527 ; elle représente le stade ultime de l'art gothique.

## Économie
Kötschach-Mauthen est un lieu central de la partie haute de la vallée de la Gail. La transformation du bois, l'entreprise ECO, le tourisme et la gastronomie sont très importants pour l'économie régionale. Kötschach-Mauthen est une station climatique appréciée d'altitude moyenne (710 m) avec une grande piscine couverte et en plein air dite („Aquarena“), la plus grande de la région. Il y a aussi un hôpital chez Laas.

## Politique
Le conseil municipal depuis 2021 composé des 23 membres :
- 12 SPÖ
- 7 ÖVP
- 2 NL Thurner
- 1 FPÖ

## Personnalités
- Josef Klaus (1910–2001), homme d'État ;
- Heidulf Gerngross (né en 1939), architecte et artiste ;
- Norbert Sattler (1951–2023), kayakiste ;
- Heimo Zobernig (* 1958), artiste.